# Dubrovnik Airline
Dubrovnik Airline – nieistniejąca chorwacka czarterowa linia lotnicza z siedzibą w Dubrowniku. Obsługiwała połączenia czarterowe z krajów europejskich do Chorwacji. Głównym węzłem był port lotniczy Dubrownik
W 2011 roku linia ogłosiła bankructwo. 

## Przypisy

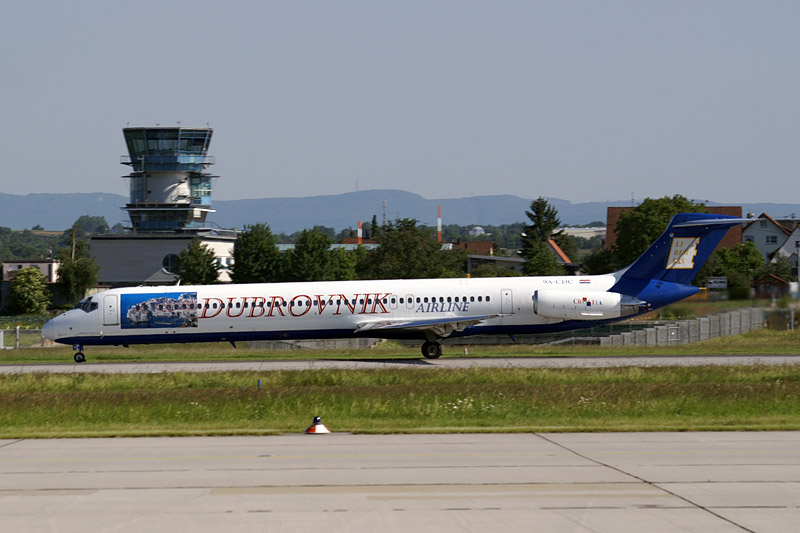
McDonnell Douglas MD-82 należący do linii Dubrovnik Airline.